# 네바 패터슨
니바 패터슨(Neva Patterson, 영어 발음: /ˈni:və/ 1920년 2월 10일 ~ 2010년 12월 14일)은 미국의 연극 배우, 영화배우이다.
네바다 주에서 태어났으며 브렌트우드에서 사망하였다.

## 영화
- 마드리드의 음모 (1988년)
- 브레이브 (1986년)
- 두 영혼의 남자 (1984년)
- 브이 - 최후의 전투 (1984년) - 엘리너 듀프리스 역
- 스타 80 (1983년)
- 브이 - 5부작 미니시리즈 (1983년) - 엘리너 듀프리스 역
- 더 빅 블랙 필 (1981년)
- 버디 홀리 스토리 (1978년)
- 암살 음모 (1977년)
- 모두가 대통령의 사람들 (1976년)
- 명탐정 바나비 존즈 (1973년)
- 카운터포인트 (1968년)
- 디어 하트 (1964년)
- 사랑의 전주곡 (1957년)
- 러브 어페어 (1957년) - 로이스 클락 역
- 솔리드 골드 캐딜락 (1956년)
- 서스펜스 (1949년)
- 스튜디오 원 (1948년)